# Črna (Kamniška Bistrica)
Črna je potok, dolg okoli 8 km, ki teče po stranski dolini zahodno od prelaza Črnivec proti Stahovici. Izvira na višini okoli 880 mnm. Pri naselju Krivčevo se vanj izliva potok Volovjek. Črna nato teče mimo naselij Žaga, Potok v Črni in Črna pri Kamniku do Stahovice, kjer se izliva v Kamniško Bistrico.